# Зигфрид I фон Спанхейм
Зигфрид I (нем. Siegfried I. von Spanheim; ок. 1010/1015—7 февраля 1065) — граф Шпонгейм с 1044, маркграф Венгерской марки (1045—1047), гауграф в Пустертале и Лаванттале с 1048 (не позднее). Родоначальник каринтийских Шпонгеймов, графов Лебенау и Ортенбург.
Родом из Рейнской Франконии, где расположен замок Шпонгейм. Предки не известны. Предполагается, что Зигфрид I — родственник жившего в XI веке графа Штефана фон Шпанхейм — родоначальника князей Зайн и Виттгенштейн.
В 1035 году Зигфрид участвовал в походе императора Конрада II против каринтийского герцога Адальберо фон Эппенштайн и после этого обосновался на юге Германии.
Благодаря женитьбе на Рихгарде, дочери и наследнице пустертальского графа Энгельберта IV из рода Зигхардингеров, получил обширные земельные владения в Тироле и Каринтии.
С 1044 граф Шпонгейма. В 1045 получил в лён Венгерскую марку (восточная часть Нижней Австрии), однако вскоре был вынужден уступить её Бабенбергам.
В 1048 году упоминается как гауграф в Пустертале и в Лаванттале — получил эти владения (а также земли в Верхней Баварии) в наследство от тестя. Также он был фогтом епископств Бриксен и Зальцбург.
В 1064 году Зигфрид фон Шпонгейм сопровождал майнцского архиепископа Зигфрида в паломнической поездке в Иерусалим. На обратном пути он умер (в Болгарии).
Дети:
- Энгельберт I (ум. 1096) — маркграф Истрии, граф Шпонгейма и Пустерталя
- Зигфрид (ум. 1070)
- Хартвиг (ум. 1102), архиепископ Магдебурга
- Герман (ум. 1118), бургграф Магдебурга.